# لوتس كارلتون
لوتس كارلتون (بالإنجليزية: Lotus Carlton)‏ هي سيارة من تصنيع شركة لوتس.